# БНТ 3
БНТ 3 — болгарский телевизионный канал высокой чёткости, запущенный официально 6 февраля 2014. С 2010 по 2014 годы существовал тестовый телеканал, на котором в HD-формате велось тестовое вещание с чемпионата мира по футболу 2010 года, чемпионата Европы по футболу 2012 года и летних Олимпийских игр 2012 года. Официально вещание нового канала стартовало с церемонии открытия зимних Олимпийских игр 2014 года. В настоящее время телеканал входит во второй мультиплекс цифрового эфира Болгарии. Телеканал до сих пор вещает спортивные соревнования.